# Parafia Ducha Świętego w Zambrowie
Parafia pw. Ducha Świętego w Zambrowie – rzymskokatolicka parafia należąca do dekanatu Zambrów, diecezji łomżyńskiej, metropolii białostockiej. Jest jedną z trzech parafii rzymskokatolickich na terenie miasta.

## Historia powstania
Samodzielny ośrodek duszpasterski pw. Ducha Świętego został utworzony 8 września 1984 r. przy drewnianej tymczasowej kaplicy przez biskupa łomżyńskiego Juliusza Paetza. Rektorem ośrodka został dotychczasowy budowniczy – ks. Heliodor Piotr Sawicki.
W latach 1985–1987 została wybudowana plebania murowana. Sama zaś parafia powstała w wyniku podziału terytorium parafii Trójcy Przenajświętszej. Akt założenia parafii pw. Ducha Świętego wydał ordynariusz łomżyński ks. bp Juliusz Paetz w dniu 1 listopada 1986 r. Pierwszym proboszczem parafii został ks. mgr. Heliodor Piotr Sawicki. 
Początki kościoła związane są z drewnianą kaplicą, którą 2 września 1984 r. poświęcił bp Juliusz Paetz zezwalając na sprawowanie czynności liturgicznych.  W ołtarzu głównym tymczasowej kaplicy umieszczony był obraz Matki Pokoju, który ufundował późniejszy abp Józef Michalik.

## Świątynie

### Kościół parafialny
Architektem  kościoła i domu parafialnego jest Jerzego Kuźmienko, zaś konstruktorem Andrzej Krawczyk. Zezwolenie na budowę kościoła wydano 1 czerwca 1985 r. Pierwszą cegłę położył rektor kościoła ks. Heliodor Piotr Sawicki 21 sierpnia 1985 r. Umieścił pod nią 50-złotową monetę z wizerunkiem króla Jana III Sobieskiego.  
Kamień węgielny został wmurowany 21 września 1986 r. przez biskupa łomżyńskiego. Kamień ten został przywieziony z Rzymu, pochodzi z grobu Świętego Piotra i został poświęcony przez papieża Jana Pawła II. Na płycie granitowej, w której umieszczono kamień węgielny, zostały wypisane słowa zawołania biskupa Juliusza Paetza In nomine Domini oraz rok wmurowania – 1986. Znajduje się on obecnie we wnętrzu kościoła przy wejściu głównym. Według projektu kościół miał mieć wieżę nad głównym wejściem, jednak w trakcie budowy element ten zmieniono na biały betonowy krzyż.
28 czerwca 1992 r. bp Juliusz Paetz dokonał poświęcenia nowego kościoła. Od tego dnia rozpoczęły się nabożeństwa w kościele. Pod krzyżem górującym na dachu kościoła widniało hasło dziękczynne „Bogu z jego darów”.
W następnych latach trwały prace wykończeniowe wewnątrz kościoła. Ołtarz główny został zaprojektowany przez białostockiego artystę-malarza Jana Moczydłowskiego. Artysta ów wykonał ponadto mozaikę. W głównym ołtarzu, w części centralnej, umieszczono tabernakulum, a nad nim kompozycję przedstawiającą symbole Ducha Świętego – gołębicę, języki ognia, promienie, pod sufitem umieszczono symbol Boga Ojca. Po lewej stronie znajduje się krzyż z realistyczną figurą Ukrzyżowanego Pana Jezusa oraz witraż przedstawiający Zesłanie Ducha Świętego w Wieczerniku. Ołtarz otaczają drewniane stalle w kolorze ciemnobrązowym z dwoma herbami.
Wokół kościoła postawiono ogrodzenie, wykonano jego zewnętrzną elewację i pomalowano jego dach. Świątynia otrzymała też nowe ławki, konfesjonały, witraże, malowidła oraz piece olejowe do nadmuchu ciepłego powietrza w okresie zimowym. Na początku 2000 r. z włoskiego marmuru kararyjskiego wykonano m.in. ołtarz, chrzcielnicę oraz lektorium. W czerwcu 2002 r. przy kościele stanęła figura Chrystusa Zbawiciela Świata, wykonana przez Józefa Piekoszewskiego. W 2022 r. stanął nowy pomnik Jezusa autorstwa Michała Selerowskiego. Posąg jest wzorowany na figurze Chrystusa Zbawiciela z Rio de Janeiro.

### Kościoły filialne i kaplice
Kaplica pw. św. Łukasza w szpitalu

## Proboszczowie
- ks. kan. Heliodor Piotr Sawicki (1986 – 28 lutego 2013)
- ks. kan. Sławomir Banach (1 marca 2013 – 31 grudnia 2014)
- ks. kan. Jarosław Olszewski (1 stycznia 2015 – 4 września 2022)
- ks. Robert Zieliński (od 11 września 2022)

## Zasięg parafii
W granicach parafii znajdują się miejscowości
- Cieciorki (3 km),
- Gardlin (4 km),
- Grabówka (3,5 km),
- Klimasze (2 km),
- Konopki Jabłoń (3 km),
- Nagórki (3 km),
- Poryte Jabłoń (5 km),
- Wierzbowe Nowe (3,5 km),
- Wierzbowe Stare (5 km),
- Wiśniewo (5 km),
- Wola Zambrzycka (2,5 km)

oraz ulice Zambrowa
- Bema,
- Białostocka,
- Brzozowa,
- Grabowska,
- Konopnickiej,
- Łomżyńska (parzyste od nr 6),
- Nadrzeczna,
- Obwodowa,
- Orzeszkowej,
- Papieża Jana Pawła II,
- Pl. Sikorskiego (parzyste),
- Podedwornego,
- Podleśna,
- Polna,
- Prusa,
- Prymasa S. Wyszyńskiego,
- Puławskiego,
- Rolnicza,
- Sadowa,
- Sienkiewicza,
- Słoneczna,
- Słowackiego,
- Sosnowa,
- Wilsona (bez nr 1),
- Zielona,
- Żeromskiego,
- Żytnia.